# استربلوس آسپر
استربلوس آسپر (نام علمی: Streblus asper) نام یک گونه از تیره موراسه است.